# Chiesa di Sant'Anna (Lastra a Signa)
La chiesa di Sant'Anna si trova sulle rive dell'Arno nella frazione di Ponte a Signa nel comune di Lastra a Signa.

## Storia
La chiesa venne costruita dopo che l'antico oratorio del Crocifisso di Sant'Anna, risalente al XIV-XV secolo e situato sul lungarno nell'attuale posizione del ponte Nuovo, venne distrutto nel 1944 da bombardamenti durante la Seconda guerra mondiale. La nuova chiesa venne costruita nell'antica piazza del ponte, fatto invece saltare dai tedeschi in ritirata.
Venne dedicata a sant'Anna patrona di Ponte a Signa. Il crocifisso presente ora al suo interno era conservato prima del 1930 nella pieve di San Martino a Gangalandi. Nel 1945 fu riportato nella pieve per alcuni lavori di restauro e quando la chiesa venne colpita dalla bomba che la fece crollare fortuna volle non fosse al suo interno. Il crocifisso fu in seguito ricollocato all'interno della nuova chiesa. La chiesa è sorta sulle ceneri della guerra del vecchio ghetto di Ponte a Signa.
Attualmente fa parte della parrocchia di San Martino a Gangalandi.
Dal comitato Festa di sant'Anna:
"La Festa di Sant'Anna di Ponte a Signa ha una storia abbastanza particolare, per la natura tutta “politica” della venerazione che sia i Medici che la Repubblica Fiorentina avevano nei suoi riguardi. Intorno al 1340 la Repubblica Fiorentina era dilaniata da lotte interne che di fatto la rendevano ingovernabile;  per trovare un po' di pace i notabili pensarono di affidare il comando cittadino ad un Podestà che non avesse interessi in città, in modo che fosse al disopra delle parti, e nominarono Gualtieri di Brienne, nobile di origine francese e Duca d'Atene. Mai scelta fu più sbagliata: dopo meno di un anno era già odiato da tutti, popolo e nobili. La rivolta scoppiò il 26 luglio,  il giorno di Sant'Anna, del 1343 e cacciò il Duca. La madre di Maria divenne quindi la Santa della libertà e dell'indipendenza di Firenze. A Ponte a Signa c'era, nella torre costruita a difesa del guado e del successivo ponte, una guarnigione della milizia fiorentina. La festa per la liberazione cittadina interessò anche la truppa di stanza nella Torre, e con loro anche il borgo sorto tra il ponte e la Torre: fu così che Sant'Anna divenne la patrona di Ponte a Signa."
All'interno della chiesa sono presenti bandiere dei rioni di Ponte a Signa: Chiesa, Ponte, Torre e Bosco. Le bandiere sono fatte sfilare ogni anno all'apertura della Festa di Sant'Anna per celebrare le squadre dei quattro rioni che si sfideranno delle competizioni previste nell'edizione annuale.

## Descrizione
La chiesa ha un semplice struttura rettangolare con l'unico altare centrale e con 3 vie di uscita, una (quella principale) opposta all'altare e le altre due opposte tra loro della parte sinistra e destra dell'unico corridoio.
Una nuova sacrestia è stata recentemente costruita sul lato destro.